# 纳尔逊·曼德拉之死

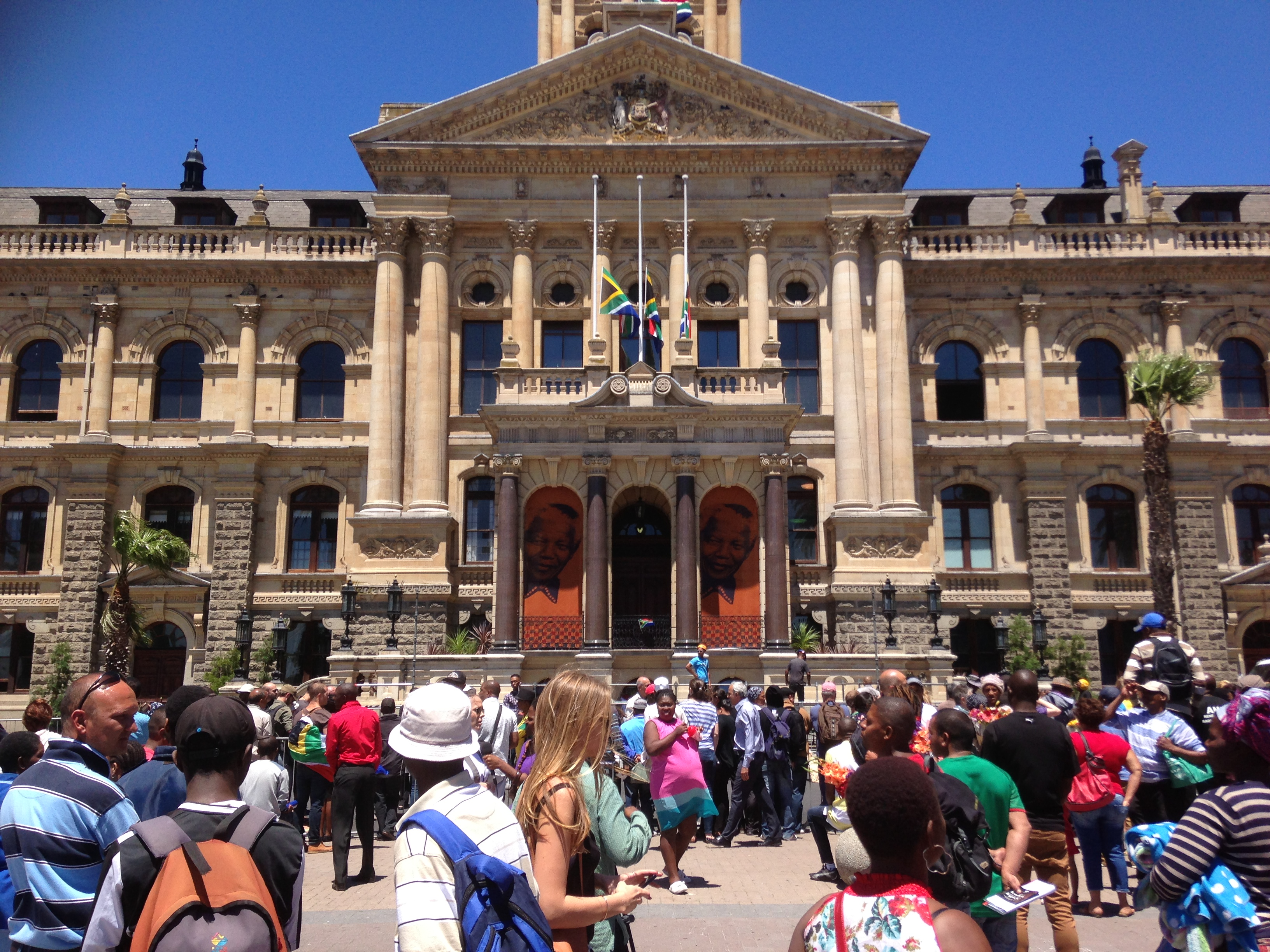
南非当地纪念活动现场

纳尔逊·曼德拉於2013年12月5日因長期肺部感染，以95岁高龄在南非约翰内斯堡霍顿的家中，在家人陪伴下逝世。他逝世的消息由时任南非总统雅各布·祖马宣布。曼德拉逝世後，各国家、地区、国际组织领导人和其他名人對此作出的反应受到廣泛報導。

## 各国反应

### 北美洲
- 美国：美国总统奥巴马稱他以自己的威嚴和堅毅不屈的決心，用自己的自由換取黑人的自由，更令南非變天。並于当地时间5日命令美国白宫和公共建筑为曼德拉降半旗以致哀。[3]
- 加拿大：加拿大總理哈珀代表全加拿大人向曼德拉親屬及全南非人致哀。哈珀表示，曼德拉去世，世界上少了一位偉大的道德領導者及政治家。他雖長年繫獄，但出獄後毫無報復之心，反而宣揚追求事實及和解，各種族相互了解。他的氣度簡直是傳奇，也消除了南非人的痛苦。[4]
- 格瑞那達：格林納達總理基思·米切爾表示，他相信「曼德拉先生可以說是20世紀最偉大的公眾人物，其永恆的遺產將是關於寬恕，和解以及尊重所有的人的重要性，通過純粹的道德信念，他超越政治。並激勵著每一個文化的人，無處不在」[5]

### 歐洲
- 英国：英國首相卡梅倫表示，曼德拉有如世界黑暗中的明燈，而他的過世，「偉大的光芒隨之熄滅」，他也說，首相官邸唐寧街的旗幟將降半旗致哀。首相官邸發言人說，卡梅倫稍晚將發表完整聲明。[6]12月6日，卡梅伦还于新浪微博发表评论：“对于纳尔逊∙曼德拉的逝去，我感到极度悲伤。我的心与他的家人、还有南非及全世界生活因他的勇气而改变了的人同在。”[7]英国女王、英联邦元首和前南非女王伊丽莎白二世表示，她对曼德拉的逝世深感悲痛。[8]
- 欧盟：歐洲理事會主席范龍佩及歐盟執行委員會主席巴羅佐於5日午夜發布聯合聲明表示，曼德拉逝世，不僅對南非、對全體國際社會來說，都是非常哀傷的一天。聲明指出，人只有在擁有深度人性、道德健全和影響力，並有著對國家未來清晰的願景，才能達到這樣的成就。范龍佩及巴羅佐說，紀念曼德拉最好的方式，就是重申維護真正且深度民主價值的共同承諾，因為這就是他持續不懈爭取的目標。[9]
- 法國：法国总统奥朗德表示，曼德拉的逝世，将继续激励人权的精神。[10]
- 俄羅斯：俄罗斯总统普京表示，曼德拉的精神将继续发扬下去。[11]
- 斯洛伐克：斯洛伐克總統伊萬·加什帕羅維奇表示「非洲的甘地已經離世」。[12]

### 南美洲
- 巴西：巴西總統羅塞夫發表聲明，讚揚曼德拉是爭取和平及社會公義的典範。

### 亞洲
- 中华人民共和国：国家主席习近平代表中国政府和人民并以个人名义，对曼德拉逝世表示深切的哀悼，并向曼德拉的亲属表示诚挚的慰问。 [13]国务院总理李克强向南非总统祖马致唁电。[14]外交部發言人洪磊表示，中國對曼德拉先生的逝世表示沉痛哀悼，向南非政府和人民以及曼德拉先生的家屬表示誠摯慰問。曼德拉是中国人民的老朋友，為中南關係的建立和發展作出了歷史性貢獻。

-  香港：香港特别行政区前行政长官梁振英表示，他对前南非总统曼德拉的离世表示哀悼。

- 中華民國：總統馬英九表示「鬥士已逝，人權精神長留」，我們永遠不會忘記這位來自南非的人權鬥士。在世界人權日前夕聽到這個消息，也特別感到不捨和唏噓。[16]外交部部長林永樂亦赴南非共和國駐華聯絡辦事處為其簽名弔唁。[17]

- 印度尼西亞：印尼總統蘇西洛12月6日表示，曼德拉總統是一位受到世人推崇的人道啟發者，他真心誠意為民族和人道奮鬥終生，他被殖民主義者監禁十年，在經過變革，及停止種族隔離後，他當選總統，領導南非人民，他以心靈領導，完全沒有為自己經歷的苦難而懷有仇恨進行報復。[18]
- 以色列：以色列總理内塔尼亚胡12月6日發表聲明表示，曼德拉是这个时代最伟大的人之一，他是南非的国父，是个富有远见的人，是提倡非暴力争取自由的斗士。[19]
- 伊朗：伊朗總統魯哈尼12月6日向南非总统祖马致唁電表示，曼德拉不但在南非，而且在整个世界为人类尊严、平等和自由进行无私抗争的事实是毋庸置疑和众所周知的。[20]
- 日本：日本首相安倍晋三12月6日上午表示，曼德拉曾以坚强的意志为撤销种族隔离制度而战斗，在国家建设方面，以国家稳定为中心取得了重大的成果，是一名伟大的领导者。[21]
- ：哈薩克總統納扎爾巴耶夫12月6日表示，举世闻名的曼德拉总统是一位英勇的斗士，一生都在同种族隔离作斗争，创建了一个民主世俗的新南非。他的一生成为全世界许多民族的榜样，给予他们希望，激励他们为自由而斗争。[22]
- ：朝鮮最高人民會議委員長金永南12月6日表示，曼德拉阁下为南非反种族隔离事业和争取民主斗争建树的业绩将永远留在南非人民和进步人类的记忆中。[23]
- 大韓民國：韩国总统朴槿惠表示，她对曼德拉的逝世表示深切同情。[24][25][26]
- ：吉爾吉斯總統阿坦巴耶夫12月6日表示，为了实现民族自由和国家和平，「南非国父」曼德拉走过了漫长且艰难的道路。他的崇高形象将永远铭刻在我们以及子孙后代的心中。 [22]
- 巴勒斯坦：巴勒斯坦總統阿巴斯12月6日表示，曼德拉是反殖民主义和反占领的象征。[19]
- 菲律賓：菲律賓副總統比奈12月6日表示，曼德拉象征无敌的精神及宽恕的力量，他的一生鼓舞我们为世界的自由、平等、包容和互谅，继续努力。[27]
- 新加坡：新加坡总理李显龙6日在社交网站Facebook上留言，哀悼曼德拉。[28]
- 叙利亚：敘利亞總統巴沙爾6日在社交网站Facebook上表示，曼德拉的奮鬥史已經鼓舞全球人民，壓迫者與侵略者也將學到一課，那就是最後他們都會是輸家。[29]
- ：塔吉克總統拉赫蒙12月6日表示，曼德拉拥有不屈的精神，无论是监狱生活，还是惨无人道的精神压迫都没有将他击垮，他永远都是拥有坚强意志的斗士、诚实与热爱自由的人。这位诺贝尔和平奖获得者曾为自己的祖国而斗争，他的追求与抗争已经成为人类自由的鲜明象征。 [22]
- 越南：越南國家主席張晉創12月10日率越南社会主义共和国国家代表团赴南非驻越大使馆吊唁，他表示曼德拉不仅仅是南非和非洲人民，而且也是世界上被压迫民族的杰出领袖，曼德拉的一生为自由和平等而坚强斗争。稱「纳尔逊·曼德拉将永远是和平与正义的象征」。[30]

### 大洋洲
- ：澳大利亚总理阿博特說，曼德拉不單是政治領袖，更是一名道德領袖，他啟發了無數人，要誠懇和有勇氣地生活。澳大利亚国立大学（ANU）現任校監Gareth Evans（英语：Gareth Evans (politician)）（前澳洲聯邦參議院議長、外交部部長等），在 ANU 官方網站發表哀弔聲明，表示在其外交部長任內與曼德拉建立了深厚的情誼。而曼德拉也曾經在2000年前往 ANU 接受榮譽博士學位的頒授。 [31]

### 非洲
- 尚比亞：贊比亞總統邁克爾·薩塔表示慰問曼德拉家族和南非人民，一邊寫「我們也祈求全能的上帝會給予死者家屬他豐富的憐憫，安慰和毅力承受的一個真正的兒子，非洲的這個巨大的損失」。[32]
- ：國王姆斯瓦蒂三世描述曼德拉作為一個人，有領導者的卓越智慧，道德和精神的人材。[33]

### 國際組織
- 联合国：联合国秘书长潘基文表示，对南非前总统曼德拉的去世表示沉痛哀悼。潘基文还表示，曼德拉是一位象征正义的巨人，同时也是一位脚踏实地、给人以灵感的伟人。[34]
- 國際奧委會：國際奧委會主席巴赫表示，曼德拉先生是体育界的好朋友和所有人心目中的英雄，曼德拉先生始终以体育在其生命中的重要意义和南非的崛起为荣，奥林匹克运动界的全体代表均应以曼德拉先生为榜样。[35]
- 國際足協: 國際足協主席布拉特表示，曼德拉會永遠留在我們心中。他和壓迫對抗的記憶，非凡的領導力，積極的價值觀都將和我們在一起。[36]

## 其他各方反應
- 南非：曾獲諾貝爾和平獎的前開普敦聖公會大主教杜圖表示曼德拉教導南非人民怎樣團結，由從其出獄起便一直致力於統一南非。[37]
- 葡萄牙：皇家馬德里前鋒兼葡萄牙國家足球隊隊長C朗拿度於社交網站Twitter表示感謝曼德拉留下的傳奇故事和良好榜樣，並說他永遠與世人同在。[38]
- 英国：曼聯中堅兼英格蘭國家足球隊成員里奧費迪南於社交網站Twitter表示希望曼德拉安息，也稱他為「真正的靈魂人物」。[39]
- 英国：阿仙奴中場兼英格蘭國家足球隊成員韋舒亞於社交網站Twitter表示喜歡「勇敢的人不是毋懼害怕，而是征服恐懼」這句其說過的金句，稱與他的家人思想一致，並稱其為「一代偉人」。[40]
- 中華民國：中華民國前總統李登輝亦對於曼德拉的過世感到非常惋惜，而且他以前和曼德拉交情深厚。他认为這麼偉大的人物對全世界影響極大，特別是在種族、人權問題的解決上做出很大的貢獻。[41]